# بی‌ای‌وای ۶۰–۶۵۸۳

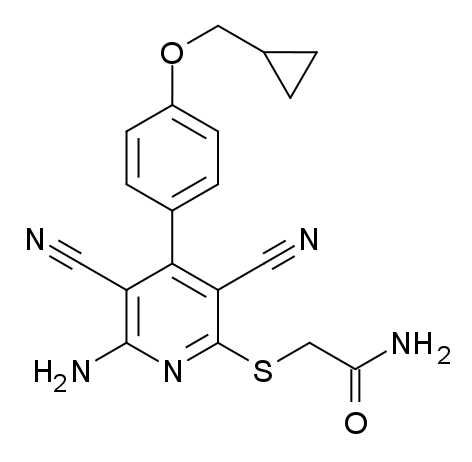
فرمول یک ترکیب شیمیایی

بی‌ای‌وای ۶۰-۶۵۸۳ (به انگلیسی: BAY 60–6583) با فرمول شیمیایی C۱۹H۱۷N۵O۲S یک ترکیب شیمیایی با شناسه پاب‌کم ۱۱۷۱۷۸۳۱ است. که جرم مولی آن ۳۷۹٫۴۳۵ می‌باشد.